# Floridura

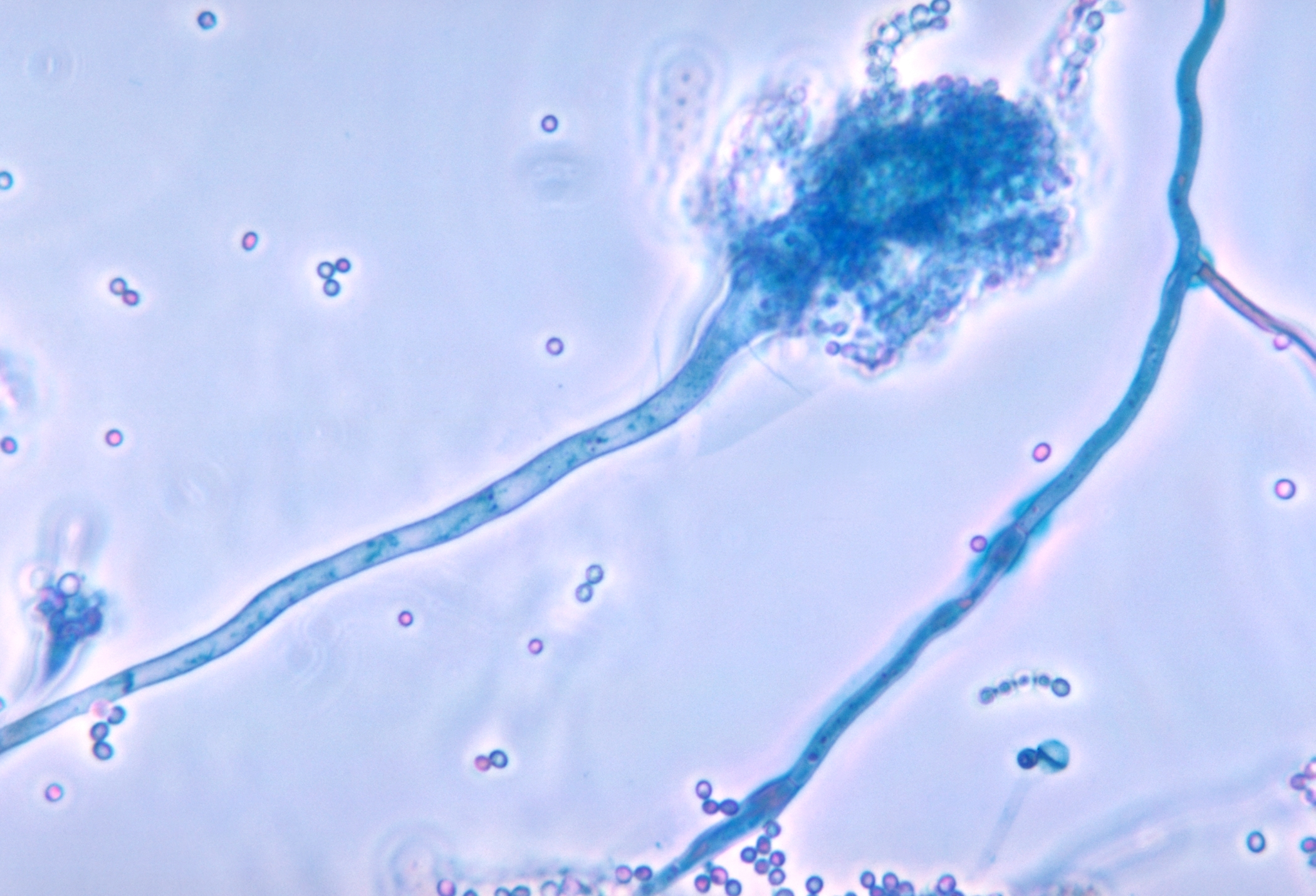
Foto microscòpica de les hifes i espores de la floridura Aspergillus fumigatus

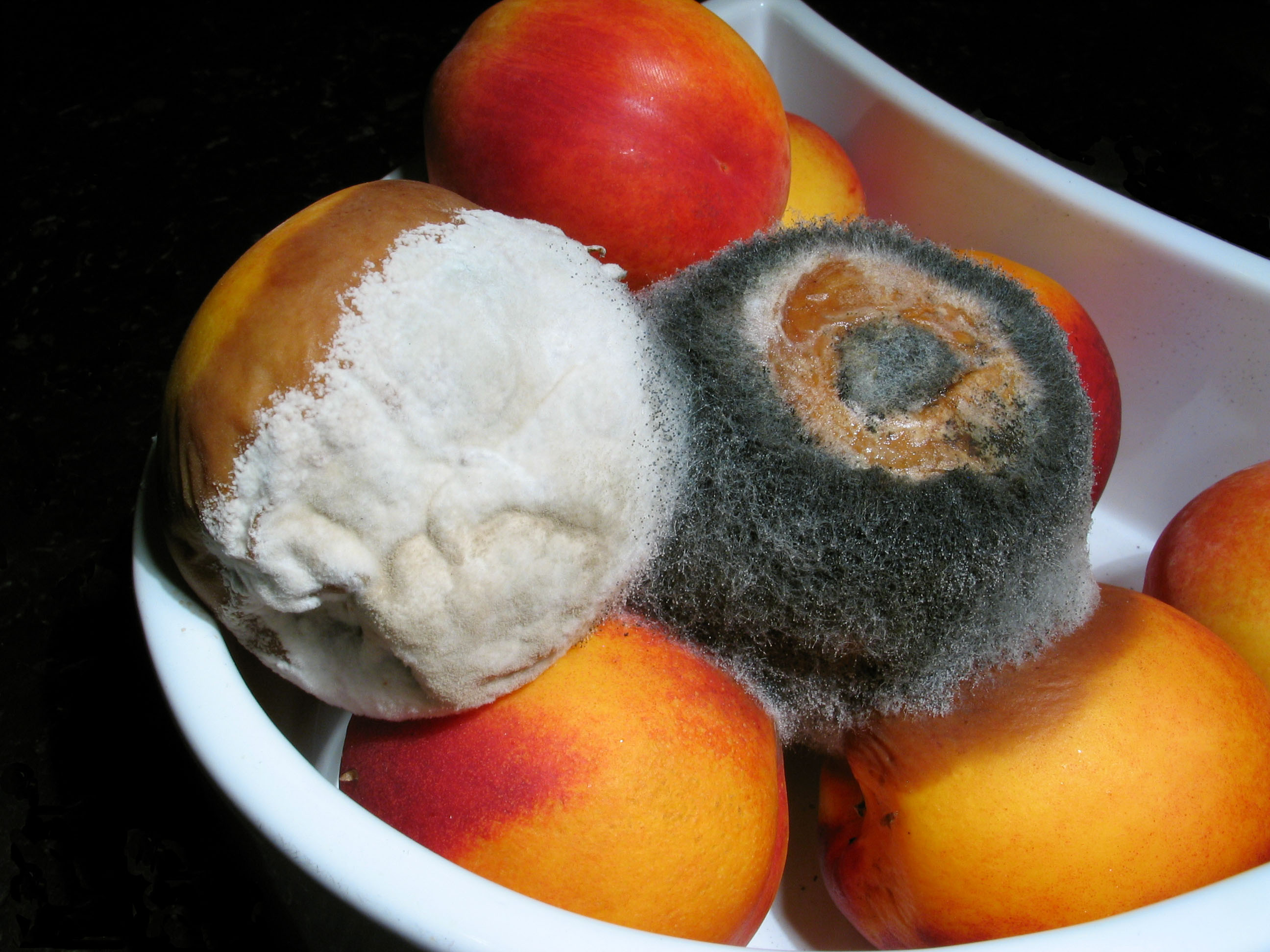
Nectarines florides

Les floridures són fongs pluricel·lulars de mida microscòpica. Són genèticament similars al llevat. Estan formades generalment per hifes, unes estructures filamentoses, separades l'una de l'altra per unes divisions anomenades septes. Al conjunt d'hifes se l'anomena miceli.
Les floridures no formen una agrupació taxonòmica o filogenètica específica. N'hi ha milers d'espècies, que pertanyen a tres grups de fongs: zigomicots, deuteromicets i ascomicets.

## Biologia
La seva principal font de proteïnes és la matèria orgànica, que descomponen en substàncies més senzilles mitjançant els enzims que allibera el miceli. Aquesta capacitat de transformar la matèria orgànica fa que tinguin un paper destacat en la biodegradació de tota classe d'ecosistemes. Els enzims i determinades micotoxines que produeixen algunes espècies també poden inhibir el creixement d'altres floridures i microorganismes; per exemple, les fumonisines, que poden trobar-se com a contaminants naturals de cereals a tot el món.
Per a tenir un creixement òptim, necessiten una humitat i temperatura adequades. El fet de trobar floridures en llocs on aparentment no hi ha aigua és perquè les floridures xeròfiles fan servir la humitat de l'aire com única font d'aigua. En aquest cas, ventilació amb aire sec pot impedir-ne el creixement.
Les floridures es reprodueixen a través d'espores, que poden romandre flotant en l'aire durant un temps indefinit. Les espores poden sobreviure a temperatures i pressions extremes. Algunes floridures poden començar a desenvolupar-se a temperatures tan baixes com 2 °C. Quan les condicions no en permeten el creixement, poden romandre vives en un estat inactiu, en un marge molt ampli de temperatures. Això explica que puguin sobreviure en condicions extremes com dins de neveres o de cavitats de l'estructura d'un edifici.

## Presència als habitatges
La seva presència és visible a ull nu només quan hi ha les condicions necessàries per al seu desenvolupament. Això és habitual en hàbitats humans en què la humitat i la temperatura són sovint prou estables per a estimular el creixement de colònies. L'aspecte de les colònies pot ser d'una capa suau, avellutada o peluda que creix, per exemple, sobre aliments o en superfícies diverses. Els edificis, que en molts casos mantenen ambients estables, permeten la seva proliferació.
Les colònies de floridura es veuen fàcilment en espais humits com ara soterranis o cambres de bany. Les inundacions i fuites d'aigua promouen el creixement de floridures i la seva presència és un indicador per localitzar aquestes avaries. A vegades, l'olor que desprenen també permet identificar-les. Tota la matèria orgànica és una font d'aliment per a les floridures: sabó, paper, fusta, pols, etc. en són només uns quants exemples.

## Ús humà

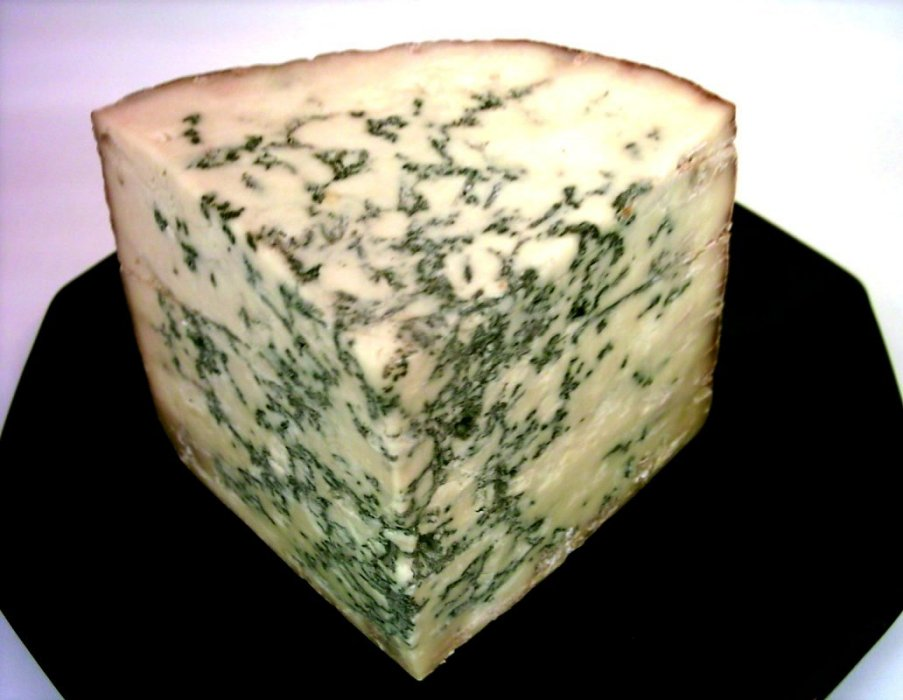
El formatge blau Stilton conté floridura comestible

Encara que la presència de floridura pot ser un indicador d'una descomposició indesitjada, algunes es cultiven deliberadament per obtenir productes transformats. Se'n troben exemples en la indústria alimentària com ara en la producció de diversos tipus de formatges com el rocafort (Penicillium sp.), del tempeh d'Indonèsia (Rhizopus oligosporus), el quorn anglès (Fusarium venenatum), del pu-erh xinès de te negre o de fuets i llonganisses. Per a la salsa de soia i el miso s'utilitza la floridura Aspergillus oryzae junt amb altres microorganismes, i s'aconsegueix fermentar una mescla de soia i blat.
Un altre àmbit d'aprofitament de les floridures és el de la producció d'antibiòtics. En aquest cas, s'aprofiten les defenses naturals que determinades floridures tenen contra els bacteris. El cas més conegut és el de la penicil·lina, un antibiòtic extret de la floridura Penicillium notatum.